# Instytut Nauk Prawnych Polskiej Akademii Nauk
Instytut Nauk Prawnych Polskiej Akademii Nauk – instytut naukowy Polskiej Akademii Nauk z siedzibą w Pałacu Staszica w Warszawie. Jest jedną z najpoważniejszych pod względem znaczenia i potencjału kadrowego placówek naukowo-badawczych Polskiej Akademii Nauk w jej dziale nauk społecznych. Pełni funkcję koordynującą i jednoczącą badania podstawowe w dziedzinie nauk prawnych zarówno z perspektywy teoretycznej, jak również z uwagi na związki z praktyką prawniczą.

## Historia
Powstał w 1956 roku (na bazie dwóch istniejących w strukturach PAN zakładów: Zakładu Kryminologii i Zakładu Nauk Prawnych PAN), nazwę zmieniono w końcu lat siedemdziesiątych na Instytut Państwa i Prawa PAN, by w 1990 r. powrócić do nazwy Instytut Nauk Prawnych PAN.

## Struktura

### Zakłady Naukowe
Instytut dzieli się na dwanaście zakładów. Są to:
- I. Zakład Prawa Konstytucyjnego i Badań Europejskich
- II. Zakład Badania Instytucji Prawnych/Poznań 
  - II. A. Centrum Praw Człowieka
  - II. B. Centrum Dokumentacji i Informacji o Prawach Człowieka
  - II. C. Centrum Prawa Rodzinnego i Praw Dziecka
- III. Zakład Prawa Międzynarodowego Publicznego
- IV. Zakład Prawa Prywatnego
- V. Zakład Polskiego i Europejskiego Prawa Rolnego
- VI. Zakład Prawa Karnego
- VII. Zakład Kryminologii
- VIII. Zakład Zagadnień Prawnych Kształtowania i Ochrony Środowiska/Wrocław
- IX. Zakład Prawa Administracyjnego
- X. Zakład Prawa Konkurencji
- XI. Zakład Prawa Pracy
- XII. Zakład Prawa Europejskiego

### Dyrektorzy
W okresie swojej działalności Instytut był kierowany przez czołowych przedstawicieli nauki prawa. Stanowisko dyrektora zajmowali:
1. Jan Wasilkowski (luty 1953 – listopad 1956)
2. Stanisław Śliwiński (styczeń 1957 – wrzesień 1957)
3. Cezary Berezowski (listopad 1957 – październik 1961)
4. Manfred Lachs (listopad 1961 – styczeń 1967)
5. Adam Łopatka (lipiec 1969 – wrzesień 1987)
6. Janusz Łętowski (grudzień 1987 – listopad 1990)
7. Andrzej Wasilkowski (listopad 1991 – grudzień 1996)
8. Andrzej Szajkowski (styczeń 1997 – grudzień 1999)
9. Maria Kruk-Jarosz (styczeń 2000 – grudzień 2003)
10. Władysław Andrzej Czapliński (marzec 2004 – luty 2016)
11. Celina Nowak (od marca 2016)

### Rada Naukowa
Istotną rolę w wyznaczaniu kierunku działalności Instytutu odgrywa Rada Naukowa. Funkcje jej przewodniczących pełnili wybitni prawnicy, profesorowie: Jan Wasilkowski, Jan Gwiazdomorski, Manfred Lachs, Maurycy Jaroszyński, Witold Czachórski, Jerzy Bafia, Jerzy Jodłowski, Leszek Kubicki, Andrzej Szajkowski, Ewa Łętowska i Andrzej Wróbel. Obecnie Radzie przewodniczy profesor Andrzej Bierć.